# Septizódio
Septizódio (em latim: Septizodium), também chamado de Septizônio e Septicódio (em latim: Septizonium, Septicodium), era um edifício da Roma Antiga construído em 203 pelo imperador Sétimo Severo. A origem de seu nome pode ser o termo "septisolium", que significa "templo dos sete sóis", dedicado às sete divindades planetárias (Saturno, Sol, Lua, Marte, Mercúrio, Júpiter e Vênus), ou uma referência ao fato de ele ter sido originalmente dividido em sete partes.

## Descrição e função
O edifício não tinha nenhuma função prática e provavelmente era apenas uma peça decorativa conhecida como ninfeu. Fontes antigas e medievais contam que Severo desejava impressionar seus conterrâneos da província da África conforme eles entrassem na cidade e por isso o templo ficava no local onde a Via Ápia passava ao longo do monte Palatino seguindo em direção ao Fórum Romano para o leste. Outros exemplos de septizódios são conhecidos, todos na África.

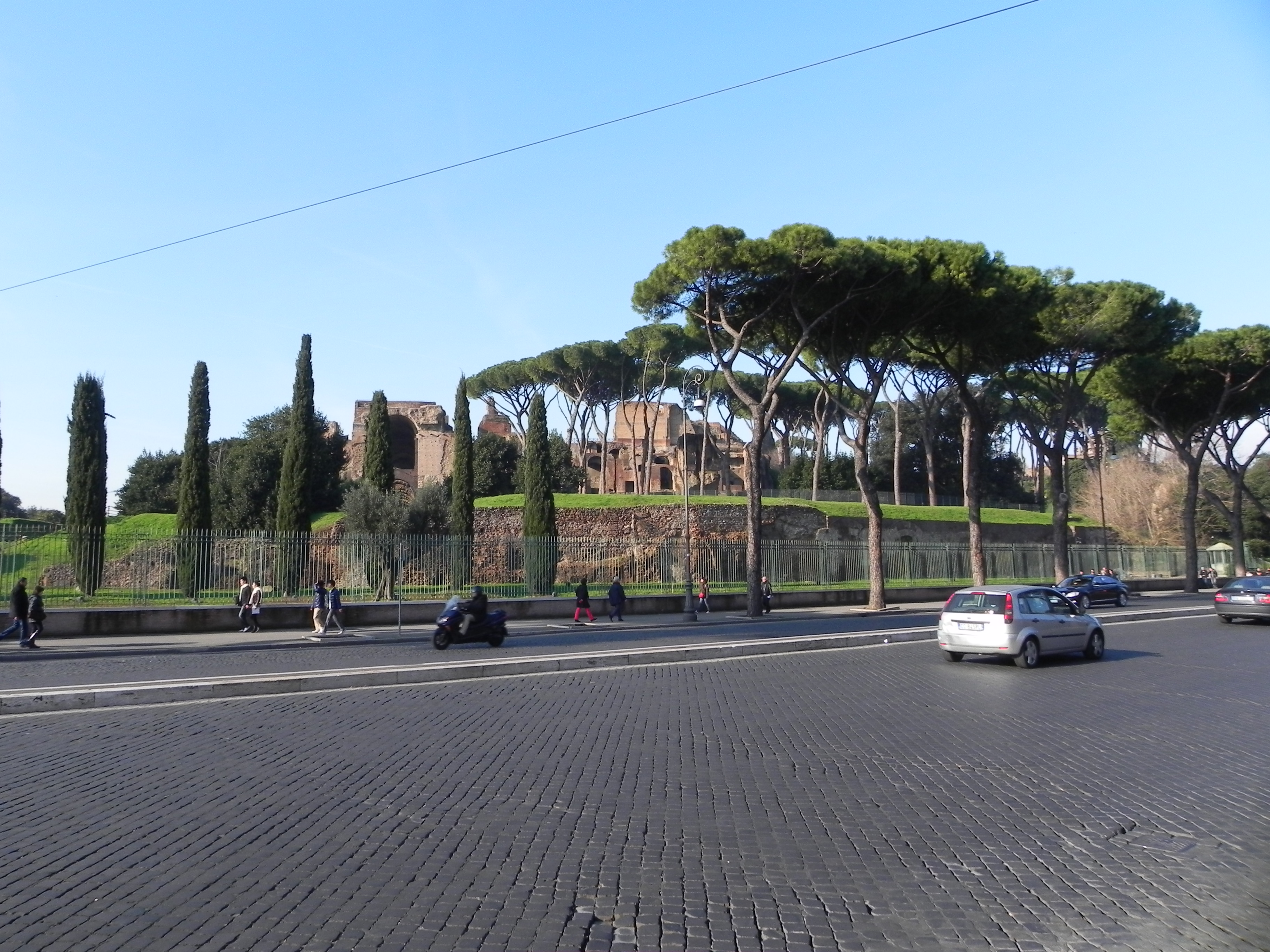
Local onde ficava o Septizódio, no sopé do Palatino.

Amiano Marcelino cita o edifício numa passagem de sentido ambíguo: "A plebe [...] se reuniu no Septizódio, um lugar popular, onde Marco Aurélio construiu um ninfeu num estilo um tanto pomposo".

## História
O edifício já estava em ruínas no século VIII e havia sido incorporado em uma das várias fortalezas das famílias ricas da cidade. Nos séculos XII e XIII, o local estava nas mãos da família Frangipani. Em agosto de 1241, depois da morte do papa Gregório XI, os onze cardeais  que conseguiram entrar em Roma atravessando o cerco imposto pelo imperador Frederico II se reuniram no decrépito palácio que incorporava o Septizódio. A eleição, que durou dois meses, foi árdua, não apenas por causa da difícil crise política, mas também pela absoluta falta de recursos. Fazia muito calor e a chuva pingava no salão onde estavam os cardeais pelo telhado misturada à urina dos soldados de Matteo Rosso Orsini que guardavam o local. Um dos cardeais adoeceu e morreu. O novo papa, Celestino IV, também estava muito debilitado e morreu apenas dezesseis dias depois da eleição.
Em 1588, durante o reinado do papa Sisto V, a fachada oriental do edifício foi demolida sob a supervisão de Domenico Fontana. As pedras obtidas foram utilizadas na base do Obelisco Flamínio, na Piazza del Popolo, na restauração da Coluna de Marco Aurélio, no túmulo do papa em Santa Maria Maggiore e em outras estruturas.